# Socionika
Socionika je psevdoznanstvena psihološka teorija medosebne kompatibilnosti, ki temelji na hipotezi, da kvaliteto odnosov (»slabši« ali »boljši«) v bližnjih in dolgotrajnih stikih med osebami v veliki meri določajo psihološki tipi. 
Razvila jo je litvanska sociologinja A. A. Augustinavičiūtė. Socionisti niso sami oblikovali sistema psiholoških tipov, temveč so uporabili sistem, ki so ga predlagali Carl Gustav Jung in njegovi učenci. 